# Route nationale 682
Pour les articles homonymes, voir Route 682.
La route nationale 682 ou RN 682 était une route nationale française reliant Aubusson à la Besse. À la suite de la réforme de 1972, elle a été déclassée en RD 982 dans la Creuse et dans la Corrèze et en RD 682 dans le Cantal.

## Ancien tracé d'Aubusson à la Besse (RD 982 & RD 682)
- Aubusson
- Felletin
- La Courtine
- Ussel
- Neuvic
- La Besse, commune de Mauriac

## Galerie

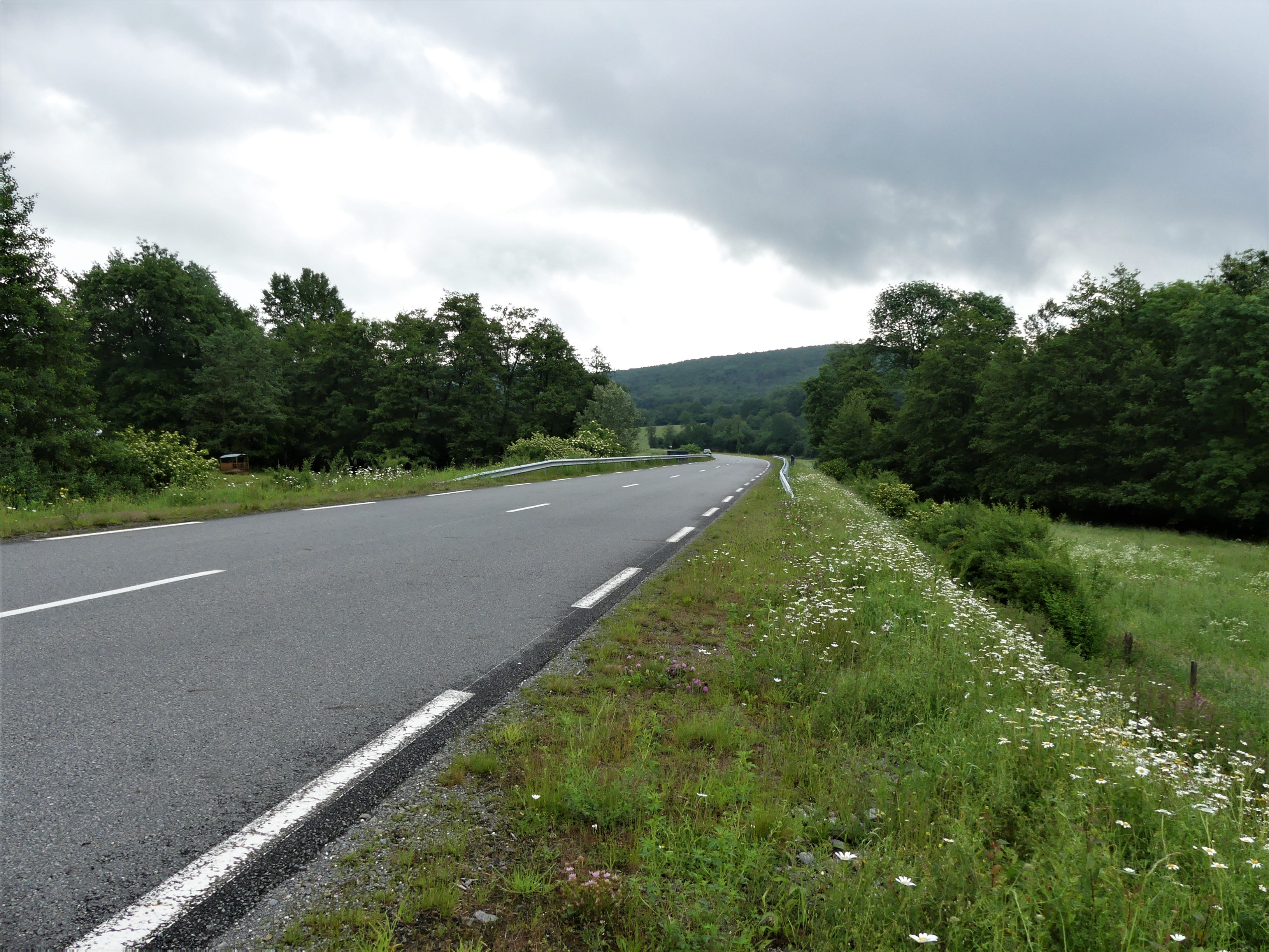
La route départementale 982 dans la Creuse, sur la commune de Croze, en vallée de la Creuse.
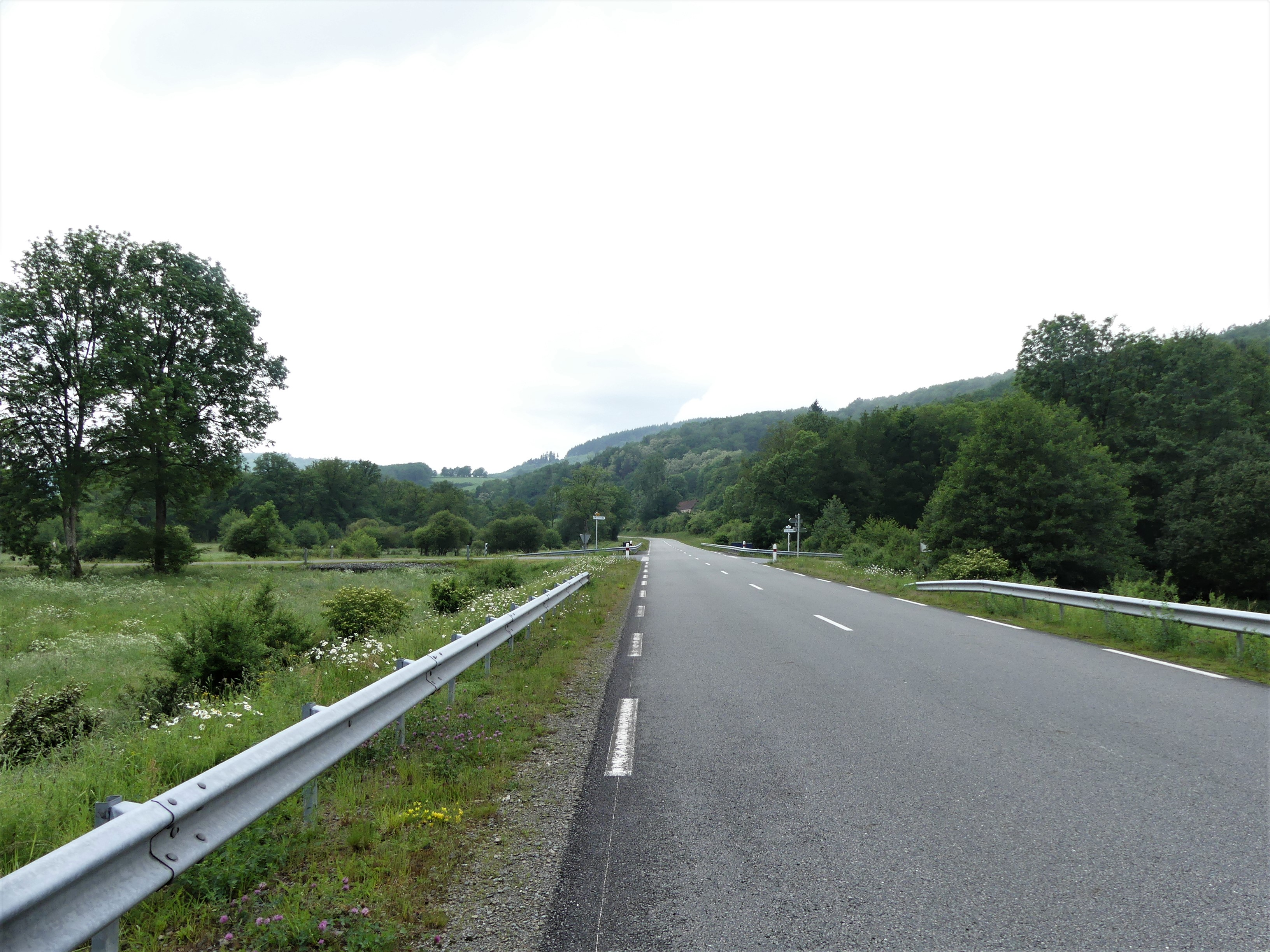
Idem.
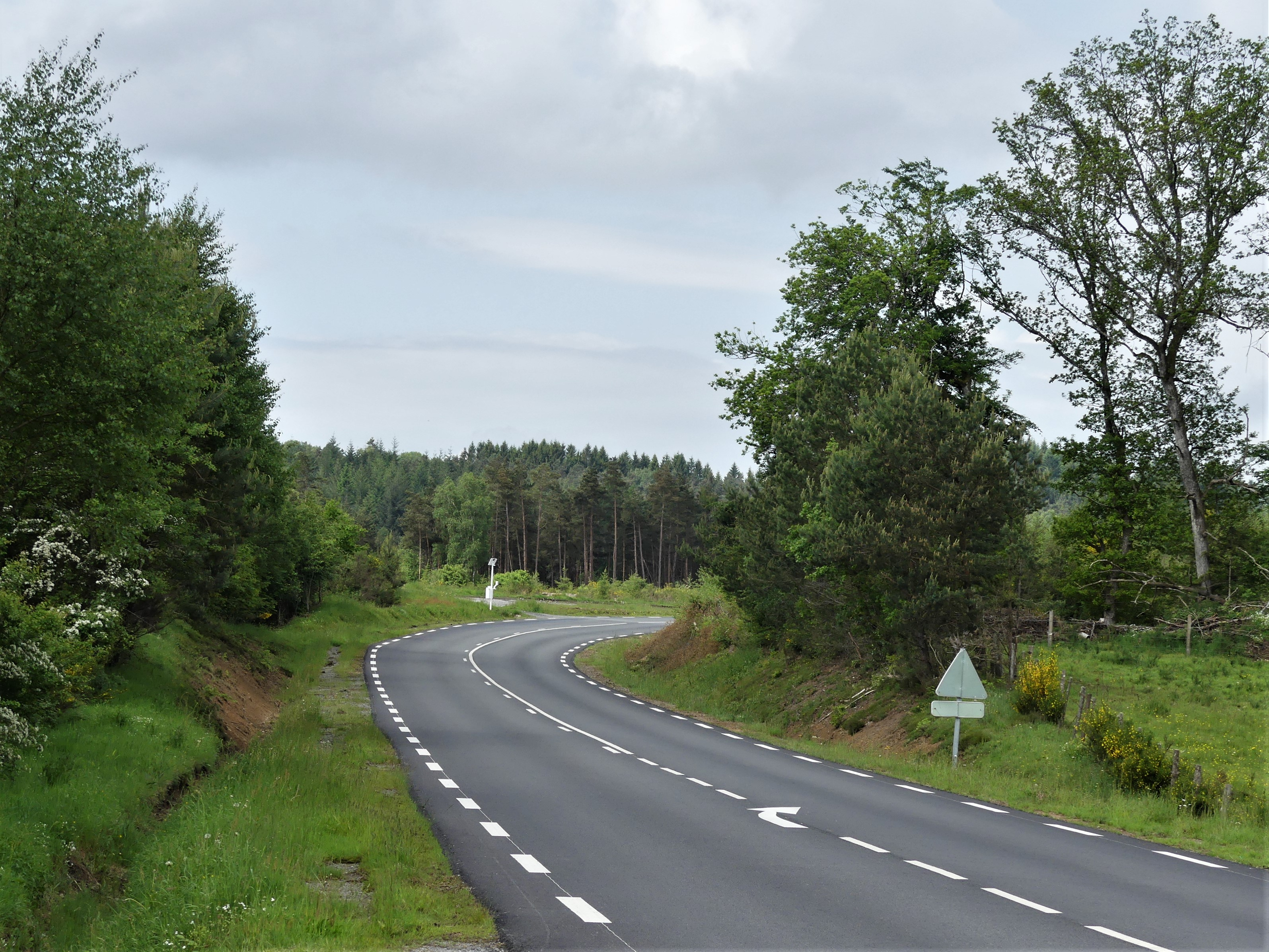
Au Mas-d'Artige.
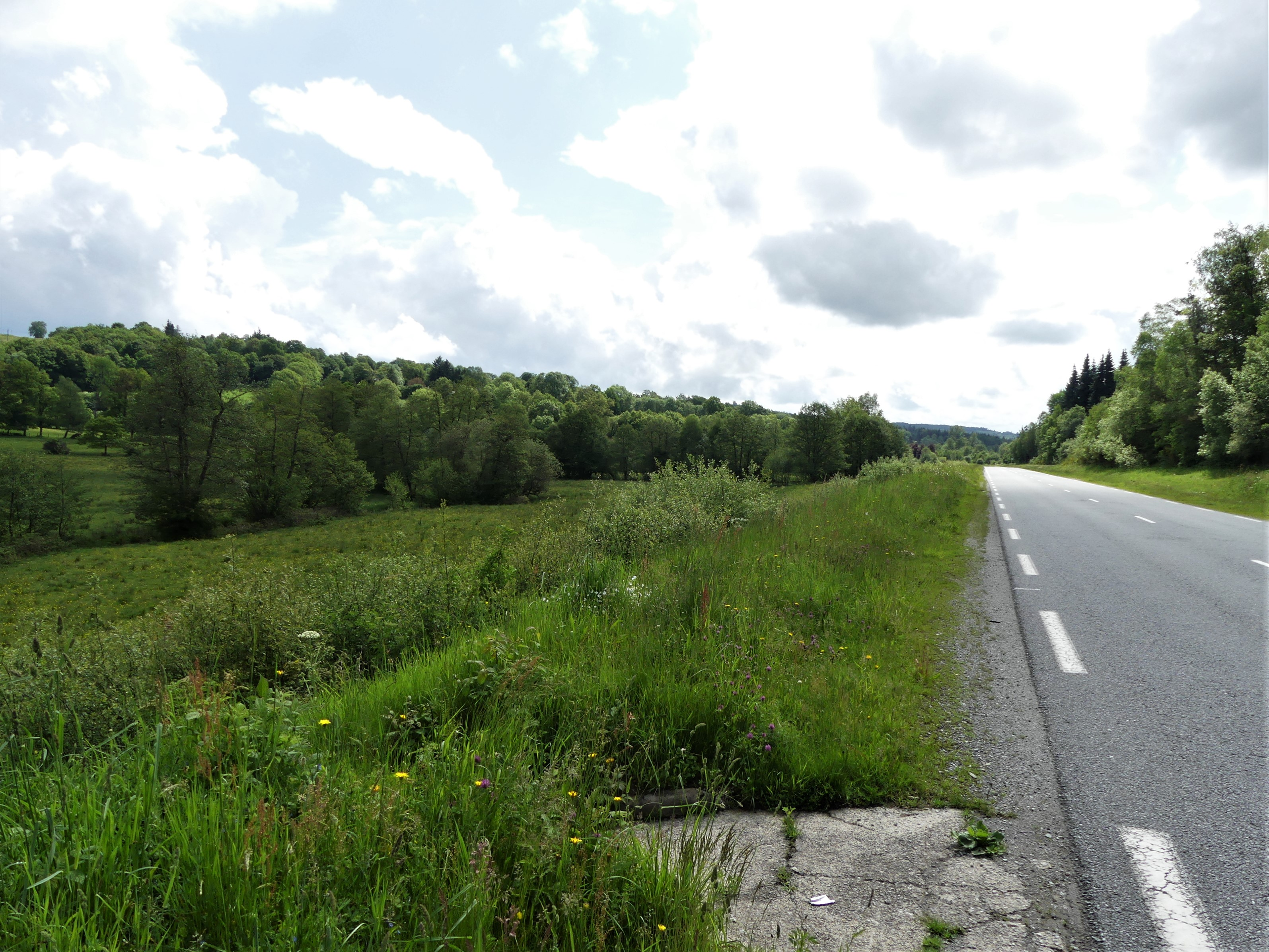
À La Courtine, en vallée de la Liège.